# Kinston (Alabama)
Kinston es un pueblo ubicado en el condado de Coffee en el estado estadounidense de Alabama. En el censo de 2000, su población era de 602.

## Demografía
En el 2000 la renta per cápita promedia del hogar era de $ 30.875$, y el ingreso promedio para una familia era de 36.250$. El ingreso per cápita para la localidad era de 14.738$. Los hombres tenían un ingreso per cápita de 24.750$ contra 16.838$ para las mujeres.

## Geografía
Kinston está situado en 31°13′14″N 86°10′15″O / 31.22056, -86.17083 (31.220503, -86.170782)
Según la Oficina del Censo de los EE. UU., la ciudad tiene un área total de 4.89 millas cuadradas (12.66 km²).